# ميت المخلص
ميت المخلص إحدى قرى مركز زفتى التابع لمحافظة الغربية بجمهورية مصر العربية، ومن أعلامها الدكتور محمد بك الشافعي مؤسس قسم الأمراض الباطنية بمدرسة الطب، وأول ناظر مصري لمدرسة الطب سنة 1847 م.

## التاريخ
تعد قرية «ميت المخلص» من القرى القديمة حيث كان أقدم ذكر لها في كتاب «التحفة السنية بأسماء البلاد المصرية» لابن الجيعان تحت اسم «منية المخلص» ضمن أعمال الغربية. ثم حُرّف اسمها إلى «ميت المخلص» وبه وردت في تأريخ سنة 1228هـ الذي عدّ القرى المصرية في بدايات عصر الوالي محمد علي باشا. كما قال عنها علي باشا مبارك في كتابه الخطط التوفيقية أنها في زمانه من قرى قسم زفتى شرقي بحر شبين، وأن بها جامع بدون مئذنة.

## السكان
بلغ عدد سكان ميت المخلص 7728 نسمة حسب تقدير عام 2018.
| السنة  | 1882 | 1897 | 1907 | 1927 | 1947 | 1960 | 1976 | 1986 | 1996 | 2006  | 2018 |
| ------ | ---- | ---- | ---- | ---- | ---- | ---- | ---- | ---- | ---- | ----- | ---- |
| القرية | 1630 | 2264 | 2627 | 3008 | 2970 | 3362 | 3874 | 4477 | 5568 | 6,512 | 7728 |